# 観山正見
観山 正見（みやま しょうけん、1951年5月22日 - ）は、日本の天文学者・宇宙物理学者。専門は理論天文学、とりわけ恒星および惑星系の形成過程。学位は、理学博士（課程博士・1981年）。国立天文台台長、自然科学研究機構理事、神戸大学大学院理学研究科惑星科学研究センター長・特命教授を歴任。岐阜聖徳学園大学第10代学長、岐阜聖徳学園大学短期大学部第13代学長。広島大学宇宙科学センター特任教授。

## 人物
広島県東広島市出身。実家は室町時代から15代続く広島県東広島市（旧：賀茂郡福富町）にある本願寺派のお寺、長円寺。浄土真宗本願寺派僧侶の資格を持つ。
林忠四郎の弟子の一人で、広島大学附属中学校・高等学校卒業後京都大学理学部に進み、林が教授を務める京大理学部物理学科天体核物理学研究室に学んだ。
1981年に京都大学大学院理学研究科博士後期課程修了し、理学博士（課程博士）、1983年には京大理学部助手。
1989年からは国立天文台理論天文学研究系助教授に就任し、1992年には同教授に就任。その後、同研究主幹、国立天文台企画調整主幹、国立天文台副台長を経て、2006年からは国立天文台台長に就任。
2012年、国立天文台台長を退任し、広島大学特任教授に就任。
2015年からは神戸大学大学院理学研究科付属惑星科学センター特命教授センター長を4年間務める。
2021年、岐阜聖徳学園大学、岐阜聖徳学園大学短期大学部の学長に就任する。

## 略歴
- 1975年：京都大学理学部物理学科卒業
- 1980年：京都大学大学院理学研究科博士課程修了
- 1983年：京大理学部助手
- 1989年：国立天文台理論天文学研究系助教授
- 1992年：国立天文台教授
- 1996年：国立天文台企画調整主幹
- 2005年：国立天文台副台長・理論研究部教授
- 2006年：国立天文台台長
- 2012年：広島大学特任教授
- 2015年：神戸大学大学院理学研究科付属惑星科学センター特命教授センター長
- 2021年：岐阜聖徳学園大学学長、岐阜聖徳学園大学短期大学部学長

## 業績
- 国立天文台内では、いち早くコンピュータシミュレーションによる理論研究を提唱（事実として、日本物理学会長を務めた松田らと共に、京都大学に設置されたスーパーコンピュータシステムを活用したシミュレーションの研究を行っている）。
- 理論研究部時代、台内にスーパーコンピュータシステムの導入に積極的であり、初期に導入された機種から最新機種まで、導入には積極的であり、活用に関しても公開型の活用を提唱している（SuperSINETへの接続なども）。
- 企画調整主幹として、業務企画プロジェクトを区分して優先順位をつけるなどの工夫を行う。
- アタカマ大型ミリ波サブミリ波干渉計計画などでは、副台長として海外（特に米国天文学会）との調整を行う。

## 所属学会
出典：
- 日本天文学会
- 日本物理学会
- 日本惑星科学会
- 国際天文学連合会員

## 著書

### 単著
- 『新しい宇宙の探求』（岩波書店、1990年）
- 『宇宙の進化・星』（恒星社厚生閣、1991年）
- 『太陽系外惑星に生命をさがせ』（光文社、光文社新書）

### 共著
- 『シミュレーション物理学』（朝倉書店）
- 『宇宙の地図』（朝日新聞出版）